# Grève de Murdochville
 (juin 2025).
La grève de Murdochville est l’une des grèves les plus importantes de l’histoire du Québec, et s'est déroulée dans une mine de la Noranda Mines à Murdochville, à compter du 11 mars 1957 et pendant sept mois, jusqu'à un retour au travail devenu nécessaire pour les travailleurs.

## Contexte

### Montée de la pression entre les travailleurs et la Noranda Mines
Depuis l’ouverture de la mine de Murdochville, les travailleurs étaient représentés par le Conseil des métiers et du travail du Canada. Mais, ils n’avaient jamais été vraiment satisfaits du travail accompli par ce syndicat. À plusieurs reprises, entre 1952 et 1957, les travailleurs avaient tenté de changer de syndicat pour adhérer aux Métallurgistes unis d'Amérique dont la filiale québécoise est surnommée « Les Métallos ». Aucune de ces tentatives n’a cependant été fructueuse. Mais, lors de la fusion du Conseil des métiers et du travail du Canada et du Congrès du travail du Canada, en 1957, les travailleurs ont dissous le syndicat existant au même moment où la convention collective prenait fin pour, ensuite, créer un nouveau syndicat qui serait affilié aux Métallos. Les responsables du syndicat ont donc organisé une campagne d’adhésion pendant laquelle 800 travailleurs ont acheté une carte d’adhésion, soit plus de 80 % des 900 employés de la mine de Murdochville et les travailleurs ont élu Théo Gagné comme représentant.
Par la suite, le syndicat a déposé une requête en accréditation auprès de la Commission des relations ouvrières (CRO) puisqu’il était nécessaire, à cette époque, d’obtenir l’accréditation de cette commission pour qu’un syndicat soit reconnu et légal. Tout semblait bien se dérouler et les travailleurs avaient bon espoir d’obtenir leur accréditation puisque toutes les démarches du nouveau syndicat avaient été faites dans les règles de l’art. Cependant, un obstacle de taille allait nuire considérablement au processus de reconnaissance du syndicat. En effet, la compagnie Gaspé Copper Mines, une filiale de Noranda Mines, s’opposait fermement à l’arrivée du syndicat des Métallos à Murdochville. Noranda Mines était une compagnie reconnue pour son anti-syndicalisme tandis que le syndicat Les Métallos avait beaucoup de pouvoir et il était reconnu comme étant très dérangeant.
Légalement, un patron ne pouvait pas s’opposer à la formation d’un syndicat, mais Noranda Mines pouvait compter sur la complicité du gouvernement de Maurice Duplessis qui avait instauré quelques années auparavant, en  1939, la Loi du cadenas. Cette loi, censée contrer le communisme, servait plutôt à nuire à la formation de nouveaux syndicats. Les travailleurs ont commencé à douter de la régularité de la situation quand le délai entre l’inspection de la Commission des relations ouvrières et l’émission du certificat de reconnaissance était devenu anormalement long. La mauvaise foi de la compagnie est devenue évidente lorsque cette dernière a allégué que la Commission des relations ouvrières n’avait pas respecté des petites formalités et a obtenu un bref de prohibition de la Cour supérieure. Bien sûr, les tribunaux ont reconnu que Noranda Mines avait tort, mais cette dernière avait réussi à retarder de plusieurs mois l’émission du certificat de reconnaissance.
De la même façon, la compagnie réussira à accumuler les délais juridiques pour nuire le plus possible au syndicat. De plus, elle a commencé à se montrer de plus en plus arrogante à l’endroit des travailleurs, en particulier avec les dirigeants syndicaux. La tension montait de plus en plus chez les travailleurs quand, le 8 mars, le président du syndicat, Théo Gagné, a été congédié ainsi qu’une centaine d’autres travailleurs qui étaient, pour la plupart, très impliqués dans le syndicat. Mais, cette fois-ci, la compagnie était allée trop loin. Bien qu’ils n’avaient pas encore reçu leur certificat de reconnaissance syndicale, les travailleurs ont déclenché une grève le 11 mars 1957.

## Récit

### Grève
Puisque le syndicat n’avait pas encore été reconnu officiellement, les travailleurs se trouvaient dans une situation de grève illégale. De ce fait, le ministre du Travail a refusé de s’occuper de ce conflit de travail. Il réclamait que les travailleurs retournent au travail et qu’ils soient reconnus par la Commission des relations ouvrières avant d’intervenir pour tenter de régler ce conflit.
Cette grève passera cependant à l’histoire à cause de ses affrontements violents sans précédent. Durant les 7 mois pendant lesquels la grève s’est déroulée, il y a eu malheureusement 1 mort et plusieurs blessés. Durant les manifestations, il y a eu beaucoup de violence et d’actes de sabotage. Les grévistes ont cependant reçu plusieurs appuis importants. Un évêque a proposé de servir de médiateur pour discuter avec les deux camps, ce qui était tout à fait surprenant étant donné la position défavorable de la majorité des membres du clergé, mais il décédera dans un accident de voiture peu après avoir fait cette offre. La FTQ, la CTC et la CTCC ont donné leur appui aux grévistes et ils ont organisé deux marches de solidarité où des syndiqués de plusieurs centrales syndicales ont participé. Il y en a eu une à Québec (7000 syndiqués) et une à Murdochville (450 syndiqués). 
Après quelques mois de grève, les grévistes ont compris que Noranda Mines était un adversaire extrêmement coriace. À cause des offres et des pressions de l’employeur, plusieurs grévistes sont retournés au travail. Après 6 mois, la situation semblait perdue pour le syndicat. La résistance était à bout et la situation financière des travailleurs était pénible. Il ne restait que 400 grévistes sur les 964. Avec tous ces grévistes retournés au travail et tous les briseurs de grève, la mine a pu reprendre une production normale. Donc, le 6 octobre 1957, après que la Commission des relations ouvrières émit le certificat de reconnaissance syndicale, les employés de la Noranda Mines ont voté majoritairement en faveur d’un retour au travail.

## Bilan
Les grévistes ont été les grands perdants de la grève de Murdochville. En effet, après plus de sept mois de manifestation, ils se sont entendus pour effectuer un retour au travail. Cependant, à leur grand désarroi, les briseurs de grève, aussi appelés « scabs », faisaient maintenant partie de l’entreprise et l’employeur refusait catégoriquement de s’en départir. De ce fait, le patron remit seulement sous contrat 200 employés, qui ont dû accepter des diminutions de salaire, sur l’ensemble de ceux ayant participé à la grève. Les autres, comble de malheur, se trouvaient maintenant sans le sou avec, pour la plupart, des familles à faire vivre. De plus, La Gaspé Copper Mines a poursuivi en cour les Métallos. Ces derniers sont alors condamnés, en 1970, à verser l’importante somme de 1,5 million de dollars. Maurice Duplessis, par son conservatisme extrême, est resté impassible à cette injustice et n’a voté aucune loi pour changer cette situation. D’un côté plus positif, cette grève a entraîné un important mouvement de solidarité au sein même des syndicats impliqués (FTQ, CTCC, CTC). De plus, cet événement constitue une étape majeure dans l’opposition du mouvement ouvrier contre la surexploitation des travailleurs dans l’histoire du Québec. Cet épisode a mené le gouvernement du successeur de Duplessis, Paul Sauvé à adopter une loi protégeant toute personnes impliquée dans des activités syndicales contre les risques de congédiement. 
Finalement, on peut facilement percevoir que cette grève, malgré tous ses aspects négatifs, a entraîné une importante vague de solidarité du Québec tout entier. Cet échec a permis aux syndicats de se renforcer.